# Eucalyptus melliodora

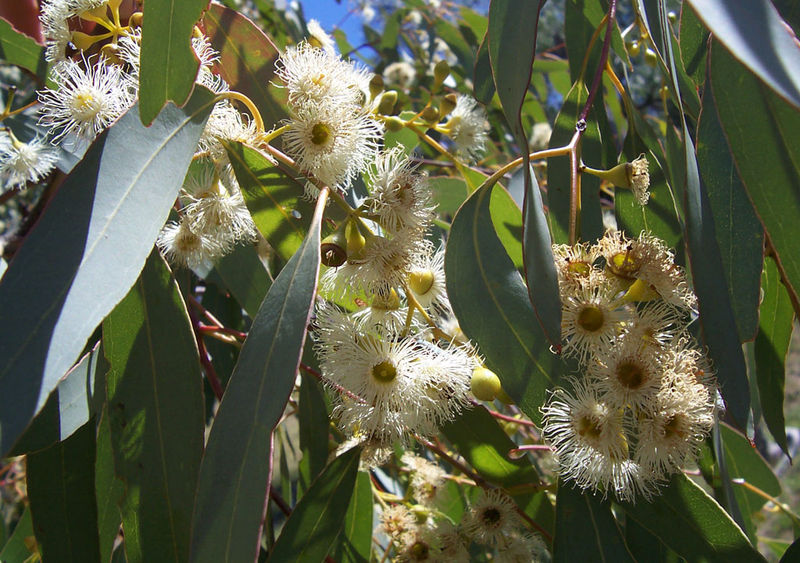
E. melliodora, en los Jardines Maranoa, Melbourne.

Eucalyptus melliodora, comúnmente conocido como boj amarillo ("yellow box"), es una especie de eucalipto de la familia de las mirtáceas.

## Descripción
Es un árbol de talla mediana a ocasionalmente grande de eucalipto. La corteza es variable yendo desde la lisa con irregular, hasta la fibrosa que puede cubrir la mayor parte del tronco, densa o ligeramente adherida, gris, amarilla o café-rojiza, ocasionalmente burda, gruesa, café-oscuro a negro; mudándose desde las ramas superiores para dejar una superficie lisa blanca o amarillenta.
Las hojas son pedunculadas (con peciolos), estrechamente lanceoladas, de 14 x 1,8 cm, concolorosas, opacas, verde claro o verde pizarra. La vena intermarginal (obvia en la mayoría de las hojas de eucalipto ya que la vena de la hoja queda cerca del margen de la hoja en una forma circunferencial) es marcadamente distante de los márgenes de la hoja en esta especie. Esto ocurre tanto en las hojas adultas y juveniles.

## Distribución
El árbol está ampliamente distribuido en las planicies del este y mesetas del oeste de Victoria, Nueva Gales del Sur hasta el centro-sur de Queensland.

## Usos
E. melliodora está considerado como el mejor árbol nativo para la productos de miel, esta tiene un hermoso color dorado y un excelente sabor. La madera tiene un color café pálido, es densa y pesada (aproximadamente 1100 kg/m³), es resistente al deterioro y ha sido usada para durmientes, postes, cercas y puentes. Su madera se utiliza en mueblería.

## Sinonimia
- Eucalyptus patentiflora F.Muell. ex Miq., Ned. Kruidk. Arch. 4: 125 (1856).
- Eucalyptus caerulescens Naudin, Descr. Emploi Eucalypt.: 47 (1891).
- Eucalyptus forsythii Maiden, Crit. Revis. Eucalyptus 6: 115 (1922).
- Eucalyptus melliodora var. brachycarpa Blakely, Key Eucalypts: 262 (1934).
- Eucalyptus melliodora var. elliptocarpa Blakely, Key Eucalypts: 262 (1934).[2]